# محمد شطناوی
محمد شطناوی (انگلیسی: Mohammad Shatnawi؛ زاده ۱۷ اوت ۱۹۸۵) یک بازیکن فوتبال اهل اردن است.
وی همچنین در تیم ملی فوتبال اردن بازی کرده است.